# Lasek (powiat grodziski)
Lasek – wieś sołecka w Polsce, położona w województwie mazowieckim, w powiecie grodziskim, w gminie Żabia Wola.
| SIMC    | Nazwa   | Rodzaj    |
| ------- | ------- | --------- |
| 0740501 | Popiele | część wsi |

W latach 1975–1998 wieś należała administracyjnie do województwa skierniewickiego.